# Халль, Карл Кристиан
Карл Кристиан Халль (дат. Carl Christian Hall; 25 февраля 1812, Кристиансхавн, — 14 августа 1888, Фредериксберг) — датский политический деятель.

## Биография
Родился в семье бондаря. В 1829—1833 годах изучал право на родине, затем на протяжении многих лет путешествовал в образовательных целях. С 1847 года преподавал право в Копенгагенском университете, с 1851 года профессор.
С введением в Дании парламентской системы в 1848 году обратился к политической деятельности и был избран депутатом. В 1854 году занял пост министра исповеданий и народного просвещения в кабинете Петера Банга. Занимая этот пост, Халль успел провести законы «о расторжении Sognebaandet» (прикрепление к земле), об устройстве народных школ и об уничтожении обязательности крещения. В 1857 году Халль в дополнение к этому посту возглавил кабинет министров, а в 1858 году взял себе ещё и портфель министра иностранных дел. После менее чем трёхмесячной отставки в 1860 году Халль вновь занял два последних поста, а в 1861 году был назначен также на ответственный и трудный пост министра по делам Гольштейна и Лауэнбурга. Вели переговоры со Швецией о создании федеративного союза скандинавских государств, в котором власть перешла бы к шведскому королю при наличии общего парламента. В такой ситуации герцог Кристиан мог получить компенсацию в Шлезвиг-Гольшейне. Шведское правительство однако не смогло прийти к соглашению о союзе и проект остался нереализованным. 
С переходом трона к Кристиану IX Халль в 1863 году вышел в отставку и во время датско-прусской войны не занимал никаких постов. В 1870—1874 годах он, однако, вновь стал министром исповеданий и народного просвещения и способствовал преобразованию системы преподавания в классических гимназиях.